# Alessandro Rossi (imprenditore 1819)
Alessandro Rossi (Schio, 21 novembre 1819 – Santorso, 28 febbraio 1898) è stato un imprenditore e politico italiano.
Fu deputato e poi senatore del Regno d'Italia; riuscì a risollevare l'economia scledense portando grandi riforme e innovazioni soprattutto nell'industria laniera facendo della Lanerossi (industria fondata dal padre) una delle maggiori industrie italiane.
Tra le opere da lui realizzate a Schio il nuovo quartiere operaio, l'asilo Rossi, il monumento al Tessitore. La città di Schio è intitolata a Alessandro Rossi.

## Biografia
Alessandro, come prima sede di studi ebbe l'industria laniera del padre, Francesco Rossi, originario della contrada Rossi di Santa Caterina di Conco, ora Lusiana Conco. Questa fabbrica segnò la sua vita essendo il principale punto di riferimento per tutte le sue attività di industriale, uomo politico e cittadino benemerito di Schio. Dopo la morte del padre nel 1845, Alessandro fu posto alla guida della fabbrica nel 1849 subito dopo la fine dei moti del 1848 che avevano in quel periodo interrotto l'attività dell'azienda. Dal 1849 al 1866 il Veneto era ancora dominio austriaco austriaci e in questo periodo l'azienda risentì fortemente dei vincoli doganali esistenti che rendevano difficoltose le esportazioni verso il mercato italiano. Nonostante le difficoltà, Alessandro promosse numerosi investimenti per aumentare la capacità produttiva dell'azienda, introducendo innovazioni tecniche, potenziando gli impianti esistenti e costruendone di nuovi (come, ad esempio, la Fabbrica Alta).

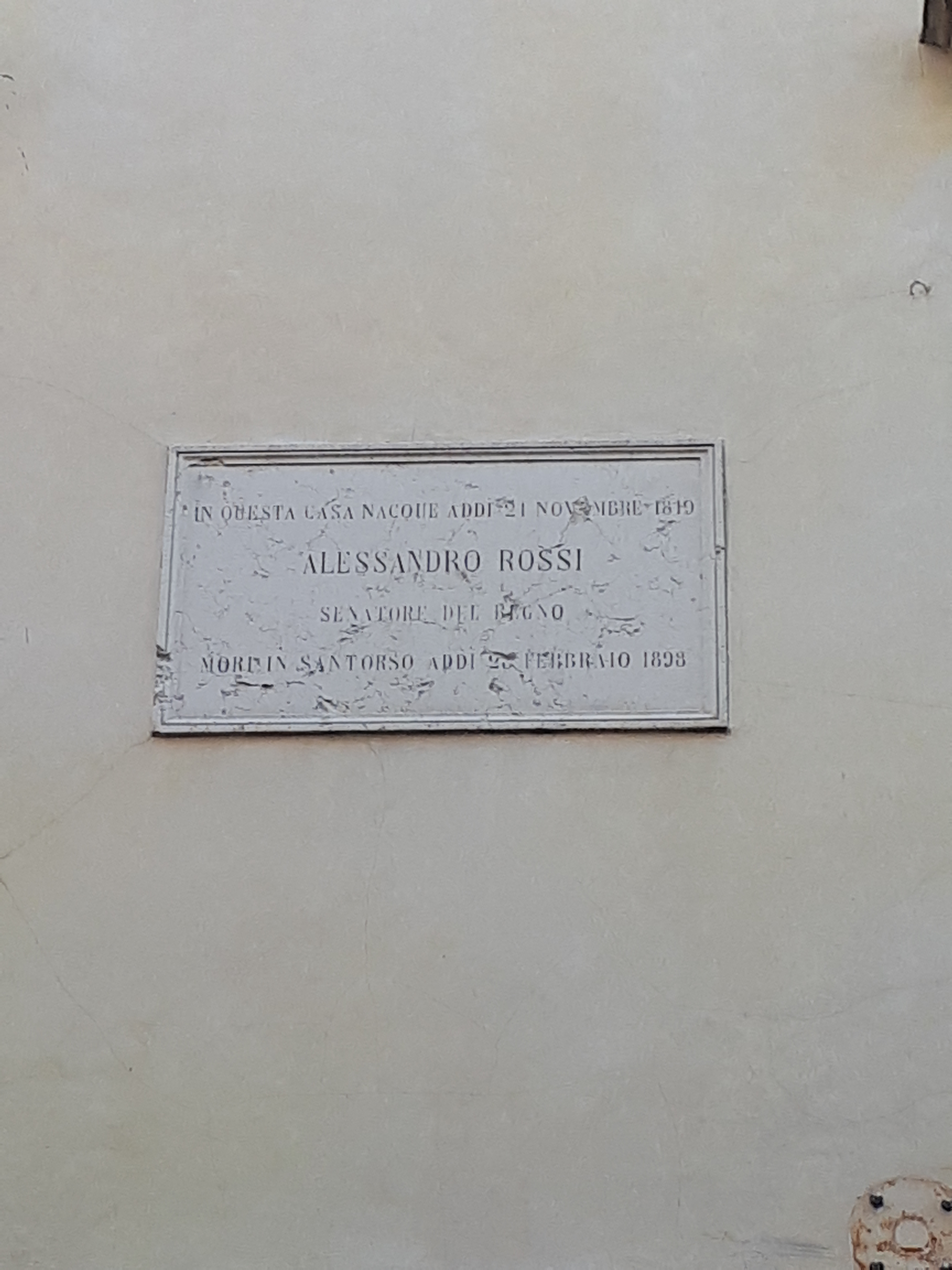
Lapide sulla casa natale di Alessandro Rossi, nel centro di Schio

Nel 1865 Alessandro Rossi acquistò l'antica Villa Bonifacio-Velo di Santorso, allora proprietà della famiglia Prosdocimi e in stato di totale abbandono, la Chiesetta di Santo Spirito e una notevole estensione di terreno. Lo scopo era quello di costruire un luogo di riposo e di pace per la sua famiglia e nel contempo un Podere Modello in cui venissero attuate produzioni agricole a fini didattici. Attorno alla villa di Alessandro Rossi si estendeva uno splendido parco in stile romantico realizzato dall'architetto di fiducia Antonio Caregaro Negrin. Una parte del podere modello originario oggi fa parte dell'Oasi Rossi, uno spazio verde aperto al pubblico gestito dalla Cooperativa Nuovi Orizzonti Onlus che si occupa della manutenzione del Parco di proprietà dei comuni di Schio e Santorso.
Nel 1866 il Veneto è annesso al Regno d'Italia; Alessandro Rossi venne eletto deputato e quattro anni dopo senatore, facendosi portavoce degli interessi industriali. Il Lanificio Rossi diventò in questo periodo un punto di riferimento per tutta l'economia italiana. Nonostante l'impegno politico, Rossi non trascurò lo sviluppo dell'azienda, che fra la fine degli anni sessanta e l'inizio degli anni settanta espanse le sue attività alla filatura e alla tessitura della lana pettinata, prodotto fino a quel momento quasi interamente importato dall'estero. Alessandro Rossi era stato un forte sostenitore dei principi liberisti nel periodo della dominazione austriaca, ma durante la sua partecipazione alla Commissione d'inchiesta parlamentare sul corso forzoso nel 1869 avviene la sua conversione al protezionismo. Si convinse infatti in quell'occasione che era necessario cambiare la politica economica italiana e divenne negli anni successivi un grande sostenitore delle barriere doganali sull'esempio americano, sostenendo che la concorrenza internazionale è il principale ostacolo per lo sviluppo industriale italiano. Si rendeva necessario, per realizzare questo tipo di politica economica, coalizzare gli interessi industriali con quelli popolari, attraverso la coesione del mondo cattolico rurale ad un blocco conservatore che spingesse per uno sviluppo del capitalismo industriale a livello nazionale. Svolse inoltre una vasta attività pubblicitaria pubblicando numerose opere come ad esempio "Di una nuova economia politica" e promuovendo la diffusione di altre opere a sostegno dei suoi pensieri.

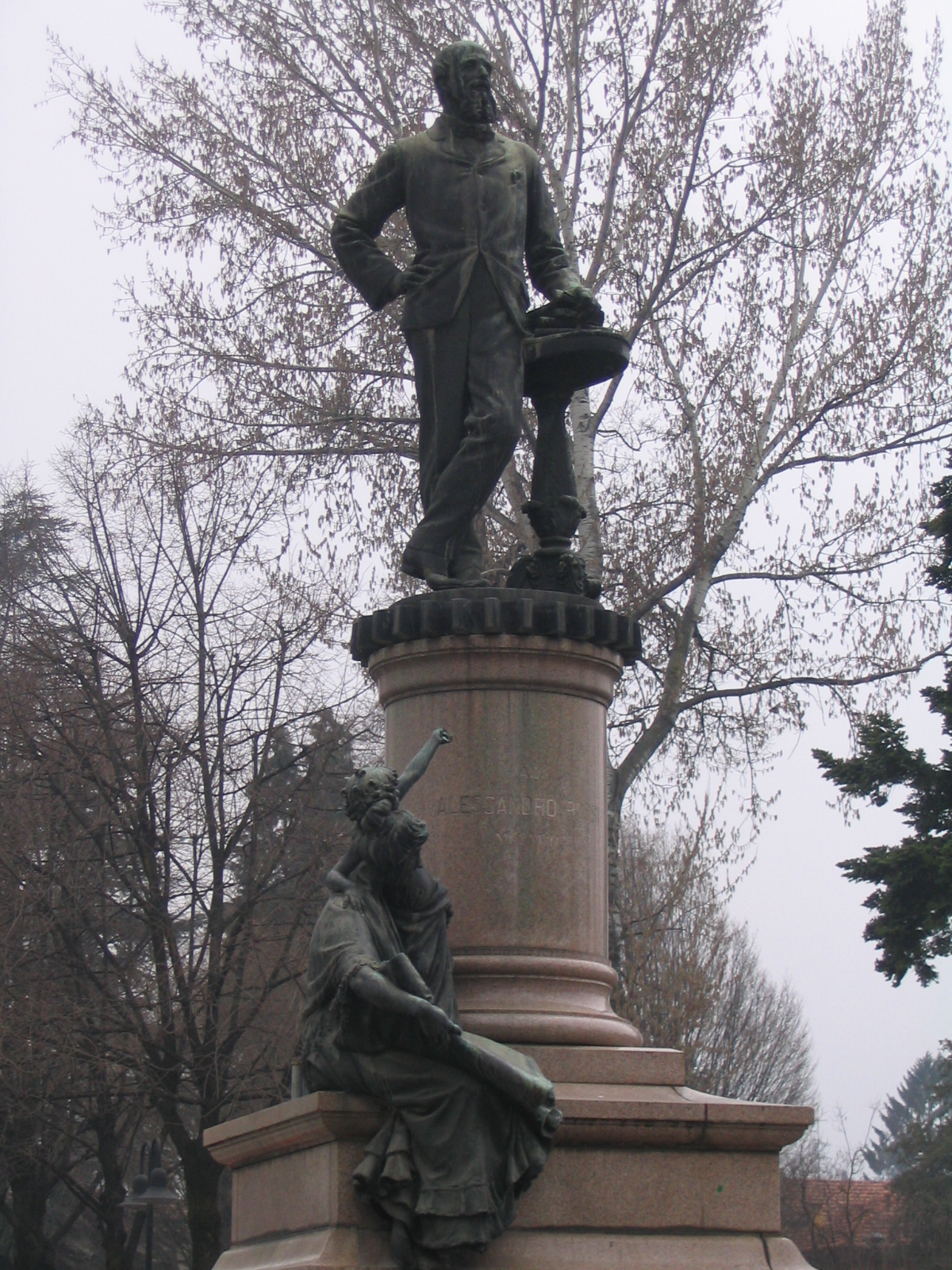
Monumento ad Alessandro Rossi a Schio

Punto cardine della sua politica economica si rivelò la ristrutturazione finanziaria e organizzativa dell'azienda. Nel 1873 il Lanificio Rossi fece quotare le sue azioni nella borsa a Milano. Questo permise di realizzare una enorme raccolta di capitali che a sua volta fece aumentare il valore delle azioni stesse. Contemporaneamente realizzò il sistema di gestione attraverso le cosiddette "Gerenze Autonome", che consistevano nella suddivisione dell'azienda in quattro ambiti produttivi guidati ognuno da un diverso manager, completamente indipendenti dal punto di vista organizzativo ma sottoposte al divieto di reciproca concorrenza e al controllo finanziario dell'Amministrazione Generale e del Consiglio di amministrazione. Questo permise ad Alessandro Rossi di dedicarsi maggiormente all'impegno parlamentare e pubblicistico, continuando a realizzare articoli che miravano a realizzare una nuova politica economica e industriale italiana e a promuovere la nascita di uno schieramento favorevole al protezionismo. La sua politica si sviluppò quindi su due piani: il primo a livello di politica nazionale e il secondo più strettamente imprenditoriale, in cui realizzò forme decisamente innovative di gestione d'impresa e di gestione della proprietà.
Negli anni tra il 1870 e gli inizi del XX secolo promosse la costruzione di una serie di vie di comunicazione stradali e ferroviarie nell'area alto-vicentina.
Nel 1877, a Roma, fondò l'Associazione Laniera Italiana.
Nel 1878 con la collaborazione di Fedele Lampertico, pure senatore, fece approvare la legge per l'istituzione degli Istuti Tencini Industriali, prime scuole italiane con laboratori, dipendenti non dalla Pubblica Istruzione ma dal Ministeto dell'industria in pratica collegi universitari a tempo pieno. Gli studenti diplomati portavano la felice universitaria italiana azzurra e nera e avevano libero accesso all'università alle facoltà di Scienze e Ingegneria. Tale facoltà fu loro tolta dalla riforma Gentile del 1923 che fu disastrosa per lo sviluppo della tecnologia e la formazione dei quadri intermedi, indispensabili in una società industriale.
Nel 1892 Rossi si dimise dalla presidenza del Lanificio, continuando a svolgere solamente l'attività politica.
A lui è stato intitolato lo storico istituto tecnico industriale di Vicenza che ha avuto, tra gli altri come allievo il padre del microprocessore Federico Faggin.
È rimasta in ombra la sua capacità di scrivere versi e di cui ha dato prova in Schio artiera, Ai miei figli, il poemetto Massoneria, versi satiro-comici di economia politica, e la poesia dedicata al cugino, il poeta Giacomo Zanella in occasione dell'erezione del monumento dedicatogli dalla città di Vicenza.
Alessandro Rossi, grande appassionato di "modernismo", trasmise questa passione al figlio Gaetano, che fu il capostipite degli automobilisti nostrani. La prima autovettura circolante in Italia, precisamente a Piovene Rocchette in provincia di Vicenza, una "Peugeot Type 3", gli venne consegnata il 2 gennaio 1893. Questo evento è stato ricordato nel luglio 2007, quando una grande cerimonia ha festeggiato questo primato inaugurando, in onore del costruttore dell'auto, il "Largo Armand Peugeot" a Piovene Rocchette. È ora conservata presso il Museo dell'Automobile di Torino.

## Impegno sociale
Già durante il 1800, il pensiero di Alessandro Rossi risultava moderno, in quanto come industriale agì anche al di fuori dei cancelli della fabbrica e dimostrò un largo coinvolgimento nella vita sociale dei propri operai. Grande spazio nella sua visione sociologica fu dato alla tutela della salute e della vita degli operai che lavoravano nelle sue attività, in base anche all'educazione al rispetto del padre Francesco Rossi. Quest'ultimo ritenne già ai suoi tempi di dover fornire fornelli e stanze dedicate a riscaldare il cibo nelle fabbriche, dove gli operai che venivano da lontano potevano ripararsi dalle intemperie e mangiare un pasto caldo.
Fu inoltre grazie al padre che poté seguire, già dai 17 anni, il lavoro sul campo al fianco dei propri dipendenti e iniziare a creare quelle idee di modernità industriale che sarebbero state la sua fortuna. Questa vicinanza lo portò inoltre a considerare i punti di vista di chi aveva meno risorse e a cercare di migliorare significativamente le loro condizioni di vita. I suoi numerosi viaggi all'estero gli permisero di sperimentare diverse culture e di aprire la mente a nuovi modi di pensare, sfruttando al meglio la sua grande fame di sapere.
Fu in gioventù uno studente metodico e avido di novità, spaziando dall'architettura alla letteratura degli illuministi francesi, dalla sociologia di Jean Jacques Rousseau all'economia di Adam Smith. Non tralasciò lo studio di arti più pratiche come l'agricoltura e il commercio riesaminando i testi di Sully e Colbert.
Il suo pensiero sociale fu influenzato anche dagli avvenimenti e dalle condizioni dei lavoratori del suo tempo, soprattutto riguardo alle prime associazioni sindacali tessili in Francia, alle Trade Unions dei minatori in Inghilterra e ai Cavalieri del Lavoro in Irlanda.

Un punto in particolare emerge dal suo pensiero: che il dissidio tra capitale e lavoro sia una questione da valutare attentamente e che la meccanicizzazione arrivi a considerare l'operaio come parte dell'ingranaggio industriale e non come individuo.
(Ferruccia Cappi Bentivegna, Alessandro Rossi e i suoi tempi.)

### Alfabetizzazione
Nel pensiero e nell'azione di Alessandro Rossi, è necessario evidenziare alcuni aspetti fondamentali: “il dovere, da parte dell'azienda, di corrispondere formazione”, “il senso di rivalutazione della figura dell'operaio” (basti pensare al "Monumento al Tessitore") e “l'importanza data all'istruzione” sia dell'età prescolari (Asilo Rossi) sia quella industriale e tecnica. Tutte queste opere educative si rivolgevano all'evoluzione della persona attraverso l'istruzione.
Alessandro Rossi contribuì in modo fondamentale all'alfabetizzazione della popolazione, coinvolgendo tutte le età. Egli allargò la considerazione del problema formativo dall'istruzione ad ogni ordine e grado, con particolare attenzione a quella primaria e alla formazione professionale.
Il Lanificio Rossi organizzò intorno agli stabilimenti una rete di scuole, con lo scopo principale di costituire un educandato operajo.
Per realizzare tale fine:
- fu impartita ai figli degli operai un'istruzione relativamente completa, per rispondere ai nuovi programmi governativi dopo l'unificazione d'Italia del 1861;
- le scuole si sostituirono ai genitori, impegnati nelle fabbriche, occupandosi dell'educazione fisica e morale dei loro figli, in modo che crescessero sani, onesti e utili. Infatti lo scopo ultimo era quello di preparare e formare esperti giovanotti che avrebbero lavorato in fabbriche, officine e negozi della città, onorando e amando il proprio lavoro.[6]

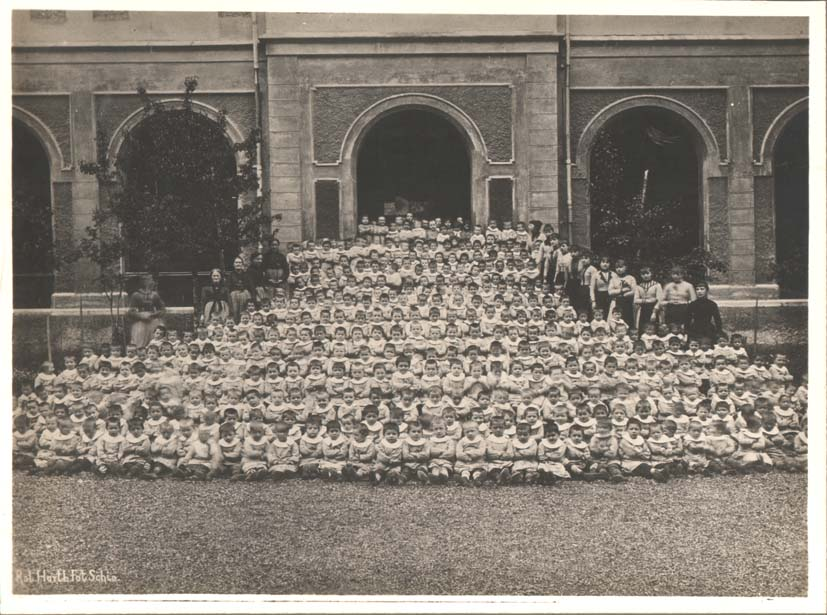
Piccoli alunni dell'Asilo Rossi

Partendo dalla prima infanzia, nel 1872 venne costruito un asilo-scuola nel Nuovo quartiere in fase di urbanizzazione. Questa nuova edificazione fu possibile grazie alla sollecitazione dell'amministrazione comunale di Schio da parte di Alessandro Rossi, il quale voleva potenziare le strutture scolastiche e prese le redini dei lavori di costruzione. Questa nuova struttura venne inaugurata e donata al Comune nel 1876.
Nell'asilo aziendale, costruito in seguito per venire incontro ai suoi operai, il regolamento stabiliva che il vestiario, l'alimentazione e l'assistenza in generale, fossero a carico del Lanificio Rossi. Inoltre la madre interveniva per l'allattamento, ad ore prefissate.
Per quanto riguarda l'istruzione della scuola primaria, nel 1873, Rossi avviò l'edificazione di due scuole elementari, una femminile e una maschile. L'anno successivo, le due scuole vennero riunite in un unico stabile, ma in due ali separate: nel 1874 fu attiva l'ala maschile e nel 1875 quella femminile. L'edificio accoglieva bambini dai 7 agli 11 anni, i quali venivano istruiti con gli insegnamenti primari previsti, aggiungendo delle lezioni pratiche, differenziate per genere: alle femmine venivano insegnati i lavori donneschi, mentre ai maschi i lavori di fabbrica.

 
Per ridurre il tasso di analfabetismo nella popolazione adulta inoltre Rossi organizzò dei corsi serali e dei corsi di preparazione professionale interni al Lanificio, convinto che solo con l'istruzione i suoi operai, la comunità e la sua azienda potessero fiorire. Dal 1866 al 1872 gli operai analfabeti maschi si ridussero dal 65% al 22%, mentre le operaie dal 85% al 35%. A partire dal 1871, i proprietari di ciascuna fabbrica si occuparono dell'istruzione operaia, utilizzando registri e tabelle, come era solito fare con i prodotti industriali. Inoltre, vennero offerti premi di profitto e orari speciali a chi frequentava i corsi e aveva un rendimento scolastico equiparato a quello lavorativo.
(G.L Fontana, Schio e Alessandro Rossi: imprenditorialità, politica, cultura e paesaggi sociali del secondo Ottocento)
Il 1º novembre 1878 venne anche inaugurata la Scuola Industriale di Vicenza, situata nei Chiostri di S. Corona. Questa scuola fu strutturata a convitto con annessi studio e officina, con obbligo di dimora per gli studenti iscritti alla scuola. Allo scoppio della prima guerra mondiale, la scuola fu trasferita a Roma, poiché Vicenza era troppo vicina al fronte. Quando la guerra finì, la scuola fu riaperta a Vicenza, ma il numero di iscrizioni aumentava sempre di più, così fu necessario togliere il convitto, e trasformarla in una scuola diurna. All'interno di questa scuola si diplomò anche Federico Faggin, inventore del primo microprocessore.

### Fabbrica e società
A differenza di altri poli industriali dell'epoca a Schio non venne rilevato un significativo peggioramento delle condizioni sanitarie della popolazione dovuto al lavoro in fabbrica, con la diminuzione della disoccupazione, della mancanza di cibo e della povertà. Furono inoltre fronteggiate con buoni risultati le malattie infettive infantili e le malattie lavoro correlate (respiratorie, circolatorie e nervose) grazie anche alle istituzioni mutualistiche e assistenziali volute da Alessandro Rossi. Rimanevano comunque un'alta mortalità infantile (in linea con le statistiche del tempo) e vi furono casi di tisi e tubercolosi dovuti alle condizioni lavorative (gli sbalzi di temperatura tra le varie sale di lavoro erano notevoli) e alle scarse norme igieniche nelle case operaie.

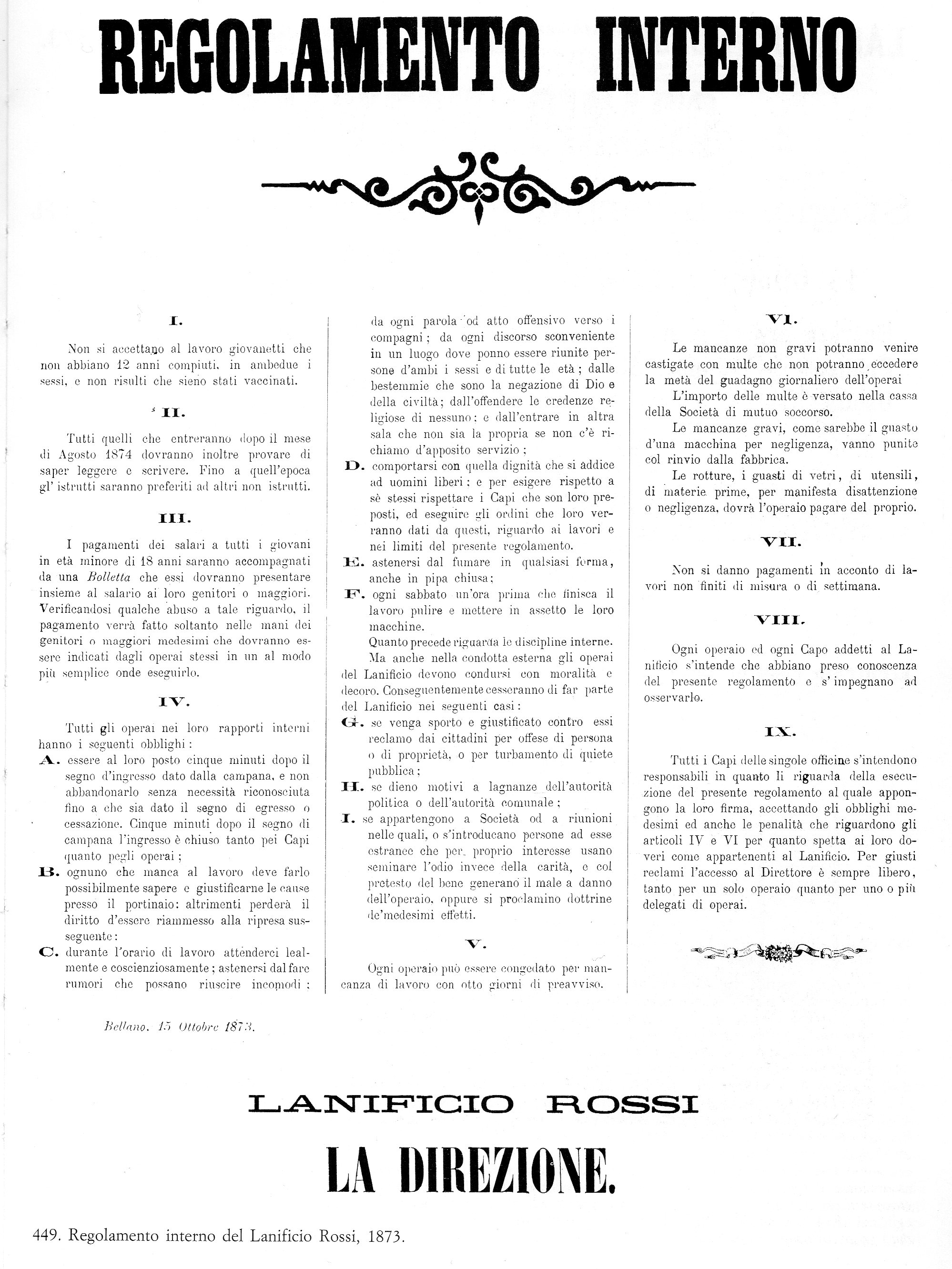
Regolamento interno Lanificio Rossi 1873

Per tutelare l'ordine ed evitare problemi sociali la vita di fabbrica era regolata da rigide norme comportamentali che gli operai dovevano seguire per non incorrere in sanzioni economiche. Orario di entrata ed uscita dal lavoro erano molto rigidi per tutti i dipendenti, erano pretesi atteggiamenti corretti e pulizia della propria postazione e anche i comportamenti al di fuori della fabbrica erano motivo di valutazione della moralità del soggetto, a volte inscindibile dal rendimento lavorativo. Gravi mancanze erano considerate le ingiurie e i litigi, il linguaggio scurrile e i comportamenti contro la legge.
La costruzione del Giardino Jacquard, adiacente alla Fabbrica Alta, fu funzionale anche al benessere fisico e psicologico degli operai, che poterono beneficiare di momenti all'aria aperta nelle pause di lavoro e di un luogo ricreativo facilmente accessibile. Il lavoro minorile fu oggetto di attenzione e dal 1877 non vennero più accettati lavoratori al di sotto dei 12 anni e senza regolare vaccinazione. Fino al compimento dei 18 anni il salario veniva consegnato direttamente ai genitori per il sostentamento della famiglia.
Per sostenere la vita sociale furono istituite anche molte attività extra lavorative come la biblioteca circolante, ricca di volumi donati da Rossi, gruppi di teatro, attività religiose e giornate tematiche organizzate dalla Direzione per gli operai. Nacque nel 1877 anche un Circolo Operaio per riunioni e intrattenimenti, anche se le conferenze e i ritrovi di stampo socialista non erano ben visti per paura di scioperi e richieste a favore dei diritti dei lavoratori.
Perno della rivoluzione sociale rossiana fu la famiglia, individuata come funzionale al progetto di industrializzazione. Molti furono i trasferimenti dalle campagne e interi nuclei familiari vennero impiegati nelle fabbriche e nelle istituzioni di Alessandro Rossi, seguiti nella formazione scolastica e per i quali vennero costruite numerose opere architettoniche (giardini, teatri e chiese). Era suo scopo infatti quello di creare un modello di famiglia operaia che fosse dedito al lavoro e moralmente retto, assumendo spesso madre, padre e figli che risiedevano poi nel Quartiere operaio e portavano avanti un'idea comunitaria favorevole alla crescita industriale.
Nella visione di Alessandro Rossi sussiste una tendenza al paternalismo, per rafforzare la sua figura e l'idea di lui come un padre benevolo e autorevole.

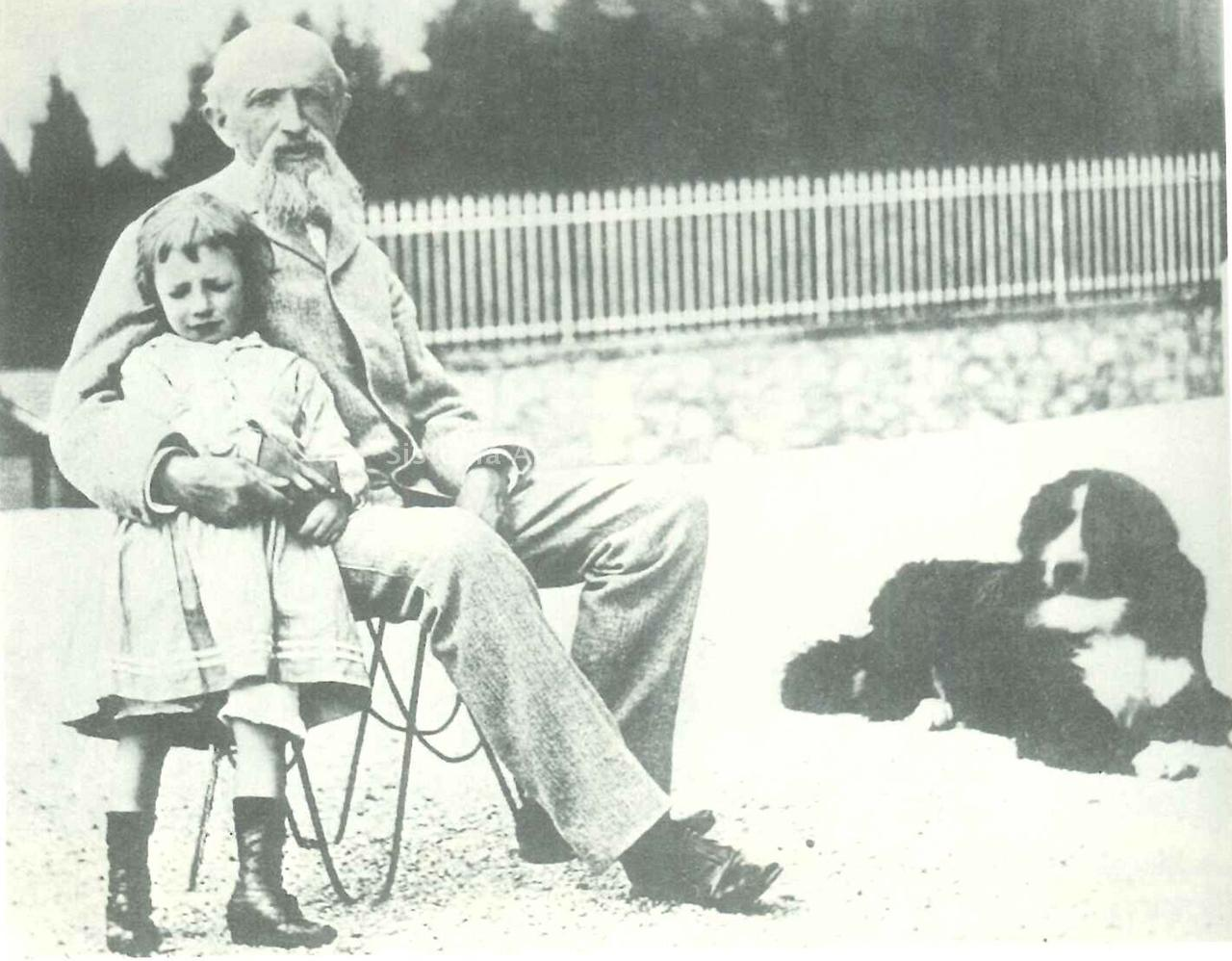
Alessandro Rossi negli anni Novanta del XIX sec.

Se la figura maschile venne favorita e supportata nell'istruzione, per la donna invece il ruolo fu ancora quello della produttrice e della madre di famiglia. Il lavoro femminile ebbe diversi picchi negli anni ma fu sempre molto alto e presente (nel 1888 si contano 800 donne su 1000 operai), senza per questo migliorare di molto la qualità della vita delle operaie. L'attenzione infatti sembra fosse principalmente per i figli e per i futuri operai, dando alle madri un salario molto inferiore e in linea con la concezione maschilista del tempo. La dote delle ragazze in età da marito fu comunque una preoccupazione del Rossi e molte furono le donazioni per sostenere le giovani coppie. Le madri potevano poi assentarsi dal lavoro per allattare i propri figli e le istituzioni scolastiche come l'Asilo di maternità furono un grande aiuto nella gestione familiare.

### Vita nel nuovo quartiere

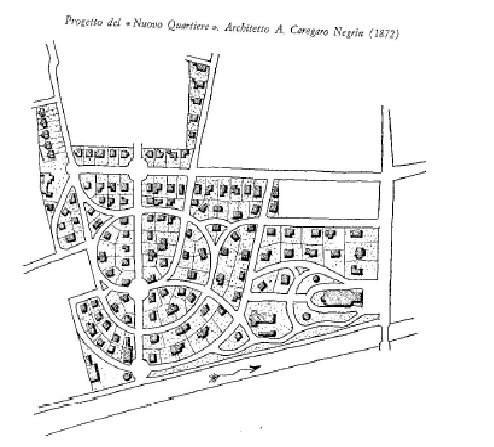
Progetto del "Nuovo Quartiere" di Schio (1872) di A. C. Negrin

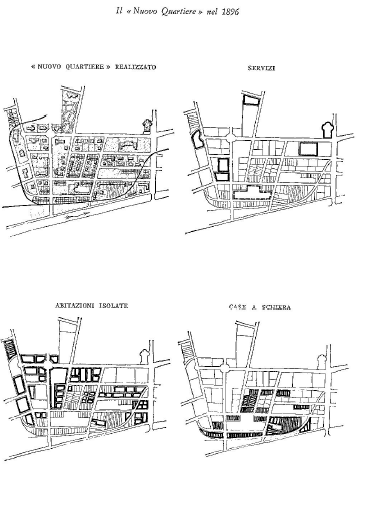
Progetto del "Nuovo Quartiere" di Schio (1896), di A. C. Negrin

Nel 1872 Alessandro Rossi si avvalse, come per altre realizzazioni, dell'opera dell'architetto Antonio Caregaro Negrin per la costruzione di un nuovo quartiere che ospitasse i suoi operai e che permettesse loro di abitare vicino al luogo di lavoro, diventando proprietari di un immobile con contratto a riscatto.
Il progetto del Negrin colpisce subito per l'immediata evocazione della città giardino; si presenta come uno dei grandi giardini da lui progettati in precedenza, in cui, all'interno delle aiuole, trovano sistemazione più abitazioni con giardino e orto ben disegnati. Le abitazioni, distinte per quattro classi si differenziavano principalmente per gli standard edilizi, per le rifiniture interne ed esterne e per i servizi offerti. Da precisare poi, che le case di fattura più pregiata si trovavano lungo il viale principale (attuale via Maraschin) e poi a scalare verso il torrente, dove erano collocate quelle di quarta classe. I servizi si trovavano nella piazza centrale. Altra zona di concentrazione era l'angolo sud-est, mentre tra il torrente e la zona edificata venne realizzata una zona verde. Il nucleo dei servizi comprendeva ristorante, birreria, caffè-lettura, ginnastica e vendita commestibili per complessivi 12 servizi di quartiere, mentre i servizi a scala urbana erano bagni e lavanderia, asilo di maternità e teatro.
Alessandro Rossi era spesso presente nel quartiere e oltre che in fabbrica, faceva regolarmente visita alle scuole e alle strutture ricreative. Era infatti usuale vederlo all'interno della scuola serale a seguire le lezioni dei propri operai e la mattina a salutare i piccoli dell'asilo che entravano nell'edificio, chiamandoli per nome e portando loro piccoli doni.
L'operaio veniva favorito fin dalla sua assunzione in fabbrica con la possibilità di acquistare a riscatto un'abitazione nel Quartiere operaio, che aveva specifici accorgimenti atti a tutelare il benessere della famiglia che vi avrebbe abitato. Ogni casa, anche quelle di classe più semplice, infatti era esternamente diversa per colore, per dimensione e decorazione per evitare un'eccessiva sensazione di omologazione e possedeva uno spazio verde di proprietà, un servizio igienico (cosa rara al tempo), un sottotetto ed una cantina. Importante per Rossi era tutelare le radici rurali delle famiglie che si trasferivano dalle campagne e dare loro la possibilità di avere un piccolo pezzo di orto dove coltivare i propri ortaggi e facilitare il proprio sostentamento alimentare.
L'acquisto era regolato da norme precise e nella stesura dei contratti di vendita, Rossi si rifà alle già sperimentate esperienze in altri paesi europei in particolar modo all'esperienza del quartiere “Gladbach” di Verviers.
Le clausole del contratto erano le seguenti: l'acquirente diveniva proprietario della casa non appena aveva versato un terzo del prezzo precedentemente stabilito; alla firma del contratto il locatario doveva versare un terzo dell'importo totale e annualmente una quota che fosse almeno pari a un dodicesimo del prezzo stesso, oltre all'interesse del 6% sul capitale non ancora versato; i versamenti erano mensili, inoltre, il proprietario non doveva eseguire cambiamenti senza il consenso della società ed era vietato subaffittare l'abitazione.

### Confronto tra il progettato e il realizzato[9]
|                   | I Classe      | I Classe        | II Classe     | II Classe       | III Classe    | III Classe      |
|                   | Progetto 1872 | Realizzato 1897 | Progetto 1872 | Realizzato 1897 | Progetto 1872 | Realizzato 1897 |
| Area (m²)         | 36.926        | 36.326          | 11.327        | 17,74           | 43.778        | 31.415          |
| Edificato         | 6377          | 3824            | 1974          | 1816            | 7397          | 5508            |
| Abitazioni        | 42            | 24              | 19            | 26              | 78            | 136             |
| m² per abitazione | 151,8         | 159,3           | 103,9         | 69,8            | 94,9          | 40,5            |

## Archivio
La documentazione che testimonia l'attività imprenditoriale di Alessandro Rossi è conservata in originale presso la sede del Lanificio in Schio (1805-1910), mentre in fotocopia presso il Comune di Schio, nella Biblioteca civica Renato Bortoli. La stessa biblioteca detiene l'Archivio personale del Senatore Alessandro Rossi (1784-1900).